# 雷明登1911 R1半自動手槍
雷明登1911 R1（英語：Remington 1911 R1）是美國著名槍械製造商雷明登武器公司推出的一系列半自動手槍，仿製自於美軍服役一世紀的經典M1911手槍，發射.45 ACP口徑彈藥。
如其仿製對象柯爾特M1911那樣，雷明登1911 R1具有海狸尾式握把保險、手動操作式拇指保險和撞針保險等功能，而且只能單動操作。

## 歷史
1910年代，雷明登武器公司收到了一份美國政府發出、生產柯爾特M1911手槍的合同之後，以該槍為藍本生產了M1911樣式的手槍。第一次世界大戰結束以後不久，雷明登停止了他們的M1911的生產；直到2010年4月，雷明登宣布開始重新生產M1911。這次的手槍會以雷明登1911 R1之名銷售。雷明登是在將他們最後曾經產生的步槍口徑手槍，雷明登XP-100於1998年停止生產的10多年以後重返手槍市場。

## 衍生型

### 雷明登1911 R1便攜型
與原型相同，只是它採用了已經去除了角度的底把和套筒。這些特性使得它更適合隨身攜帶，因為它不太可能與服裝絲線勾掛。

### 雷明登1911 R1 100週年紀念型
其特點包括準星中的黃銅珠、帶有雷明登徽章的定製式握把片和一個特殊的100週年雕刻標誌著M1911手槍的100週年。

### 雷明登1911 R1 100週年紀念型限量版
在套筒上具有24克拉黃金橫幅製作而成的週年紀念雕刻。還設有碳烤藍表面處理和在準星中的14克拉黃金珠。

### 雷明登1911 R1增強型
具有延長彈匣，能多裝填一發額外的子彈，使容量可達8發。同時具有增強型擊錘和更寬闊的拇指保險以及帶有拇指凹槽的定製式握把片。瞄準具分別是可調節的照門和具有红色光纖的準星。

### 雷明登1911 R1增強螺紋槍管型
與增強型相若，具有螺紋槍管讓其槍口能裝上消聲器。同時具有較高的照門和準星，讓其可在裝上消聲器時瞄準。

### 雷明登1911 R1不鏽鋼型

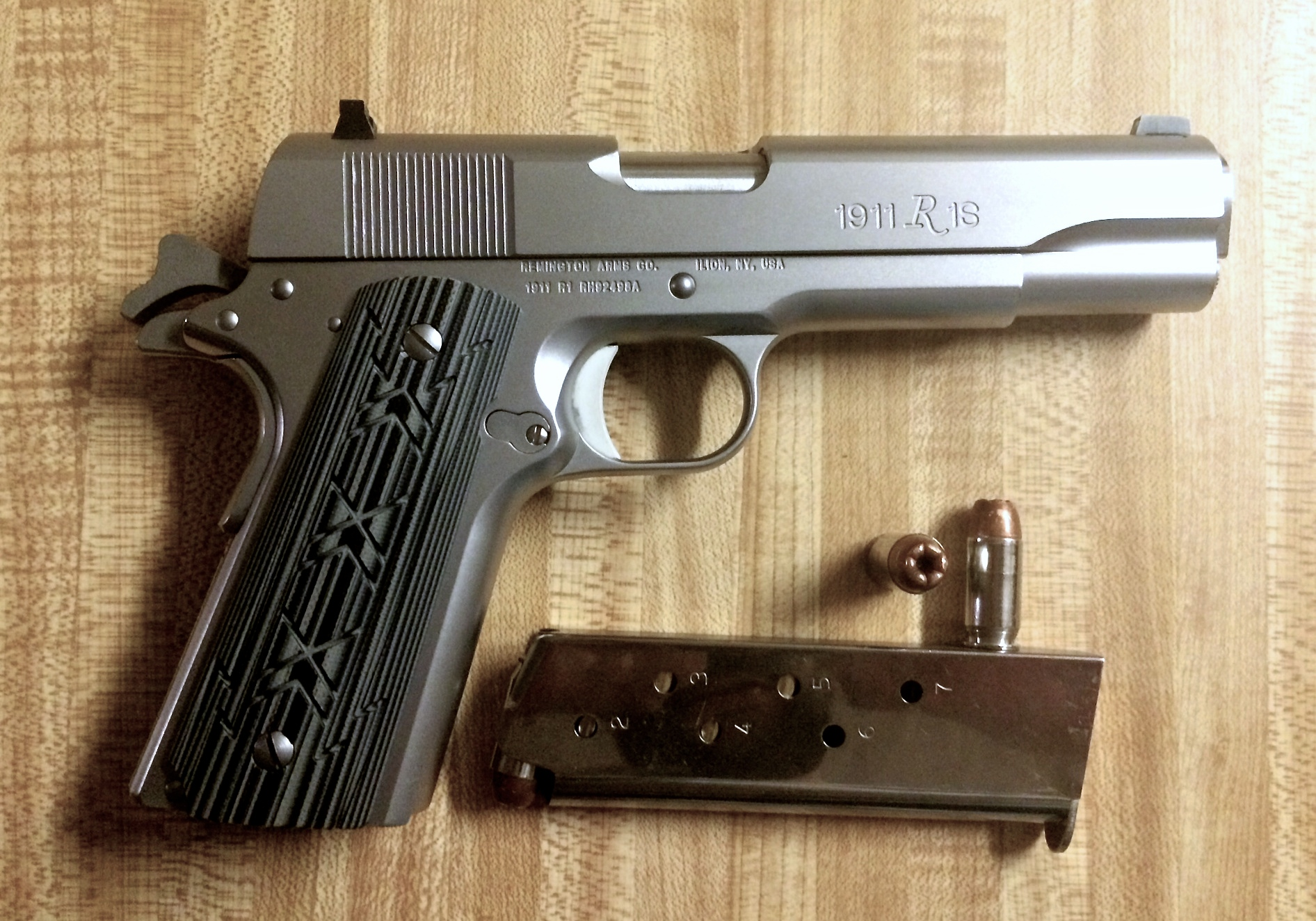
雷明登1911 R1不鏽鋼型。

與原型相同，只是它採用了啞光不鏽鋼底把、套筒和各種的小零件。

## 參見

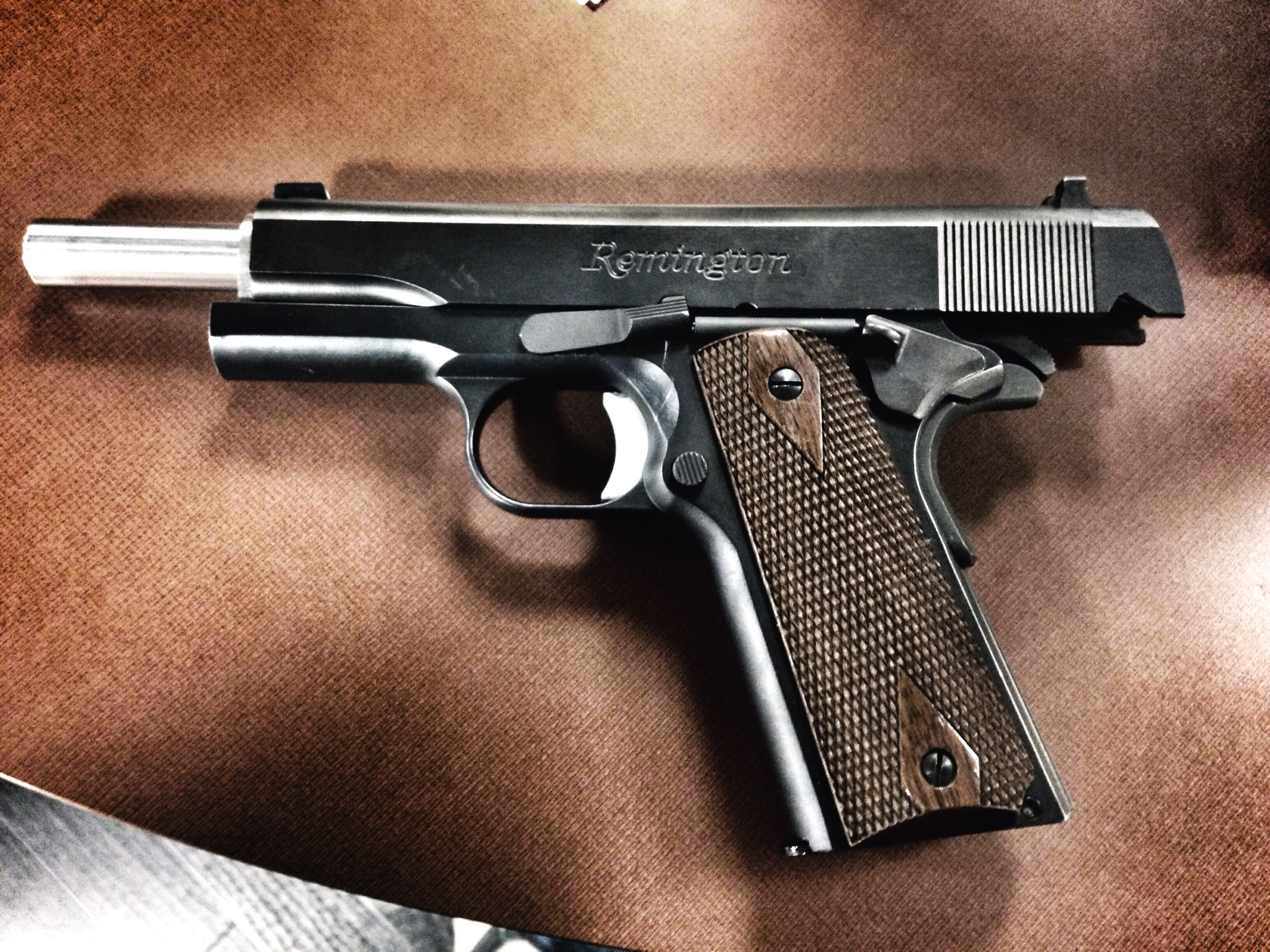
空槍掛機的雷明登1911 R1。

## 資料來源
1. 1 2 3 4 5 6 7 8  . Remington Arms.   [7 December 2012]. （原始内容存档于2014-08-09）.
2. ↑  Quinn, Jeff. . Gun Blast.   [8 December 2012]. （原始内容存档于2014-06-01）.
3. 1 2  Peterson, Philip.  16th. : 201.
4. ↑  . Remington Arms.   [7 December 2012]. （原始内容存档于2014-08-09）.
5. ↑  . Remington Arms.   [7 December 2012]. （原始内容存档于2013-01-17）.
6. ↑  . Remington Arms.   [7 December 2012]. （原始内容存档于2014-07-30）.
7. ↑  . Remington Arms.   [7 December 2012]. （原始内容存档于2014-07-02）.
8. ↑  . Remington Arms.   [7 December 2012]. （原始内容存档于2014-08-09）.

## 外部連結
- （英文）—Official website
- （英文）—The Firearm Blog.com—
  - POTD: WWII Noseart 1911 R1 （页面存档备份，存于）
  - POTD: Remington R1 （页面存档备份，存于）
  - Remington Releases New 1911 R1 Enhanced Commander （页面存档备份，存于）
  - NEW: Remington R1 10mm Hunter Long Slide （页面存档备份，存于）
  - Remington Announces They Are Auctioning Bicentennial Collection （页面存档备份，存于）
  - NEW: Remington R1 LS 10mm Hunter （页面存档备份，存于）
- （英文）—The Truth About Guns.com—
  - Remington To Unveil New 1911 R1 Pistol ［Not Shown］ At NRA Hoedown （页面存档备份，存于）
  - Question of the Day: Remington Returns With a 1911 R1. How Great is That? （页面存档备份，存于）
  - New Remington R1 1911. And? （页面存档备份，存于）
  - Remington R1 1911 Hits the Streets （页面存档备份，存于）
  - New Remington 1911 R1 Centennial （页面存档备份，存于）
  - New from Remington: Model 1911 R1 Carry （页面存档备份，存于）
  - New from Advanced Armament: Modified Remington R1 1911 （页面存档备份，存于）
  - Gun Review: Remington Model 1911 R1 （页面存档备份，存于）
  - Remington At the 2016 Texas Firearms Festival. Come and Shoot It! （页面存档备份，存于）
- （英文）—Tactical-Life.com—
  - Top 8 Pistols of SPECIAL WEAPONS FOR MILITARY & POLICE in 2014 （页面存档备份，存于）
  - COMBAT HANDGUNS’ 19 Top 1911s of 2014 （页面存档备份，存于）
  - Remington, AAC Join Together For 1911 Pistol Kit （页面存档备份，存于）
  - 56 of the Best Pistols From Specials Weapons Magazine in 2015
  - Remington Releases 8 Firearms To Celebrate 200th Anniversary （页面存档备份，存于）
  - R1 Enhanced Commander: Remington’s New 1911 Pistol （页面存档备份，存于）
  - The 20 Best 1911 Pistols For Competition Shooting （页面存档备份，存于）
- （英文）—Personal Defense World.com—
  - 10 New Full Size Handguns for 2014 | Self-Defense, Duty & Competition Pistols （页面存档备份，存于）
  - Remington’s New R1 Enhanced Pistols For 2015 | VIDEO （页面存档备份，存于）
  - 16 Strong and Silent Threaded-Barrel Pistols （页面存档备份，存于）
  - Innovative Custom Guns Upgrades the Remington R1 Enhanced .45 ACP （页面存档备份，存于）
  - 25 Concealed Carry Handguns In Today’s Marketplace （页面存档备份，存于）
- （英文）—American Rifleman.org—Remington Announces 1911 R1 Enhanced Commander Pistol （页面存档备份，存于）